# 10168 Stony Ridge
10168 Stony Ridge eller 1995 CN är en asteroid i huvudbältet som upptäcktes den 4 februari 1995 av de båda amerikanska astronomerna Jack B. Child och John E. Rogers vid Stony Ridge-observatoriet. Den är uppkallad efter Stony Ridge-observatoriet.